# Aureoboletus novoguineensis
Aureoboletus novoguineensis är en svampart som beskrevs av Hongo 1973. Aureoboletus novoguineensis ingår i släktet Aureoboletus och familjen Boletaceae.   Inga underarter finns listade i Catalogue of Life.